# Gracilidris pombero
Gracilidris pombero este o specie din genul Gracilidris. Descrisă de Wild și Cuezzo în 2006, specia este endemică în țările sud-americane Argentina, Brazilia și Paraguay.

## Etimologie
În mitologia Guarani, Pombero este o creatură umanoidă mitică care este nocturnă, iar aceasta este o referire la comportamentul nocturn al furnicilor.